# Yasuyuki Iwasaki
Yasuyuki Iwasaki (født 9. april 1971) er en tidligere japansk fodboldspiller.
Han har spillet for flere forskellige klubber i sin karriere, herunder Júbilo Iwata.